# Pavel Dan

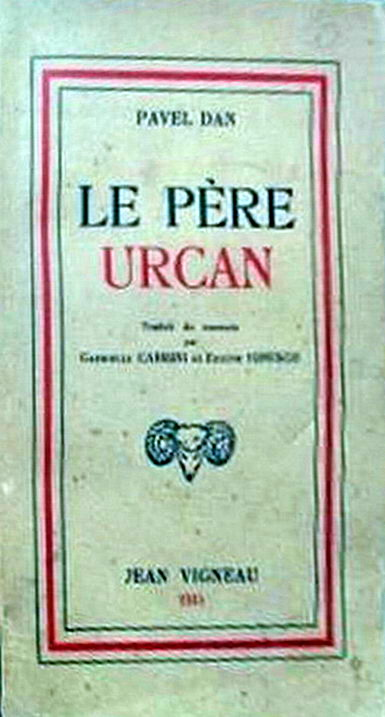
Couverture du "Père Urcan" traduit en français par Eugène Ionesco en 1945.

Pavel Dan, né le 3 septembre 1907 à Tritenii de Jos dans le Județ de Cluj en Transylvanie et mort dans la même région de Roumanie, le 2 août 1937 à Cluj-Napoca, est un écrivain et conteur roumain.

## Biographie
Fils de paysan, Pavel Dan étudia au collège "Michel le Brave" de Turda. Il poursuivit des études supérieures à la faculté des Lettres, de l'Université de Cluj. Il travailla plusieurs années en tant que professeur de lettres au lycée de Blaj. 
Atteint par un cancer, il est hospitalisé dans une clinique de Cluj, et fut transféré à Vienne, mais son état de santé s'aggrava. De retour en Roumanie, il fut hospitalisé à la clinique Sturdza située à Cluj-Napoca où il meurt le 2 août 1937, à l'âge de 29 ans.

## Littérature
Pavel Dan dirigea le groupe de l'école littéraire roumaine (groupe qui a édité en 1925 la revue Fire de tort en mémoire du recueil de l'écrivain et poète roumain George Coşbuc), et s'inspira de la vie rude du monde rural et du dur labeur paysan de Transylvanie pour écrire ses œuvres littéraires. Hospitalisé, il continue à écrire des nouvelles et un roman intitulé "Serfs" (Iobagii), qui a remporté le premier prix d'un concours littéraire organisé par le journal de Cluj România Nouă (La nouvelle Roumanie). Après sa mort, la collection d'histoires courtes furent publiées dans le livre "Urcan Bătrânul" (Le Père Urcan).
Pavel Dan fait partie des grands écrivains roumains de la première moitié du XXe siècle, avec Liviu Rebreanu, Ioan Slavici et Ion Agârbiceanu.

## Principales œuvres
- Urcan Bătrânul (Le Père Urcan)
- Iobagii (Serfs)
- Jurnal (Journal)
- Contes de Transylvanie

## Œuvres traduites
- (es) Cuentos transilvanos, El Nadir ediciones, 2007.  (ISBN 978-84-936744-2-7)
- (fr) Le Père Urcan, éditions Jean Vigneau, Marseille, 1945. Traduction d'Eugène Ionesco.

## Hommages
- Le sculpteur Virgil Fulicea a réalisé un buste de Pavel Dan, posé face à l'ancien "Lycée Roi Ferdinand" de Turda (aujourd'hui Collège national de Turda Michel le Brave).
- Un autre buste de l'écrivain est installé dans le lycée "Pavel Dan" à Turzii.
- À sa mémoire, l'ancienne rue de son école (dénommée avant rue des Tanneurs) à Turda, fut rebaptisée rue Pavel Dan.
- Le cercle littéraire de Turda porte son nom.